# 1917 en sports équestres
Chronologie des sports équestres
- 1916 en sports équestres - 1917 en sports équestres - 1918 en sports équestres

Cet article présente les faits marquants de l'année 1917 en sports équestres.

## Événements

### Année
- création de l'Association of American Horse Show, ancêtre de la fédération américaine d'équitation (United States Equestrian Federation).